# Luis María de Zunzunegui y Moreno

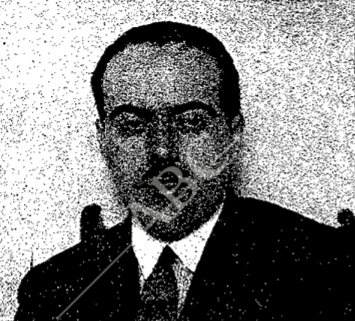
Luis María de Zunzunegui

Luis María de Zunzunegui y Moreno (Bilbao, 1904-Madrid, 22 de diciembre de 1980) fue un abogado, empresario y político español.

## Biografía
Licenciado en Derecho por la Universidad de Deusto, empezó a ejercer la abogacía en el bufete de Antonio Goicoechea. Se dedicó también a los negocios, presidiendo el consejo de administración de la Compañía de Tabacos de Filipinas.
De ideas monárquicas, en las elecciones municipales de 1931 fue candidato a concejal del Ayuntamiento de Madrid, resultando elegido por el distrito del Centro. En 1931 prestó apoyo económico al semanario fascista La Conquista del Estado y durante la Segunda República se afilió al partido monárquico Renovación Española, del que sería secretario general. Fue también colaborador de El Diario Vasco. En las elecciones generales de 1936 formó parte de la candidatura contrarrevolucionaria por Madrid.
Estallada la guerra civil española en julio de 1936, participó en una misión del general Mola, compuesta, además de por él, por Antonio Goicoechea y Pedro Sainz Rodríguez, para solicitar material de guerra a los italianos. En abril de 1937 Víctor de la Serna le presentó al jefe de la Falange, Manuel Hedilla, con quien mantuvo una conversación cordial en vistas a la posible unificación de todas las fuerzas políticas coadyuvantes al Movimiento Nacional. Durante la posguerra firmó, con otras personalidades, un manifiesto de adhesión al conde de Barcelona.
Desde la década de 1940 se dedicó a la actividad empresarial y fue presidente o vocal en distintos consejos de administración.  En el año 1941 fue uno de los fundadores de la Sociedad Anónima Defensa contra Incendios. Presidente de la sociedad propietaria del Hotel Manila de las Ramblas de Barcelona, tuvo la idea de convertir un salón del hotel en una réplica de un camarote para recrear el camarote de los Granados en el Sussex, hundido durante la Primera Guerra Mundial.
Estuvo casado con María Luisa Redonet y Maura (nieta de Antonio Maura), con la que tuvo por hijos a María, Luis María, José María, María Estefanía, Cristina, Pilar (marquesa de Castellá de Sabastida) y Alfonso de Zunzunegui y Redonet. Fue primo hermano del novelista Juan Antonio de Zunzunegui.